# Руденко Катерина Олегівна
Руденко Катерина Олегівна (16 жовтня 1994) — казахська плавчиня.
Учасниця Олімпійських Ігор 2008, 2012, 2016 років.
Призерка Азійських ігор 2014 року.